# Carol Potter
Carol Potter, född 21 maj 1948 i New York City, New York, är en amerikansk terapeut och tidigare skådespelare. Hon hade rollen som Cindy Walsh, mamma till tvillingarna Brandon och Brenda i Beverly Hills 90210.

## Fotnoter
1. ↑  Internet Movie Database, IMDb-ID: nm0693238co0047972, läst: 23 juli 2016.[källa från Wikidata]
2. ↑  Internet Broadway Database, Internet Broadway Database person-ID: 85034, läst: 9 oktober 2017.[källa från Wikidata]